# 퓨리 헤클라 해협

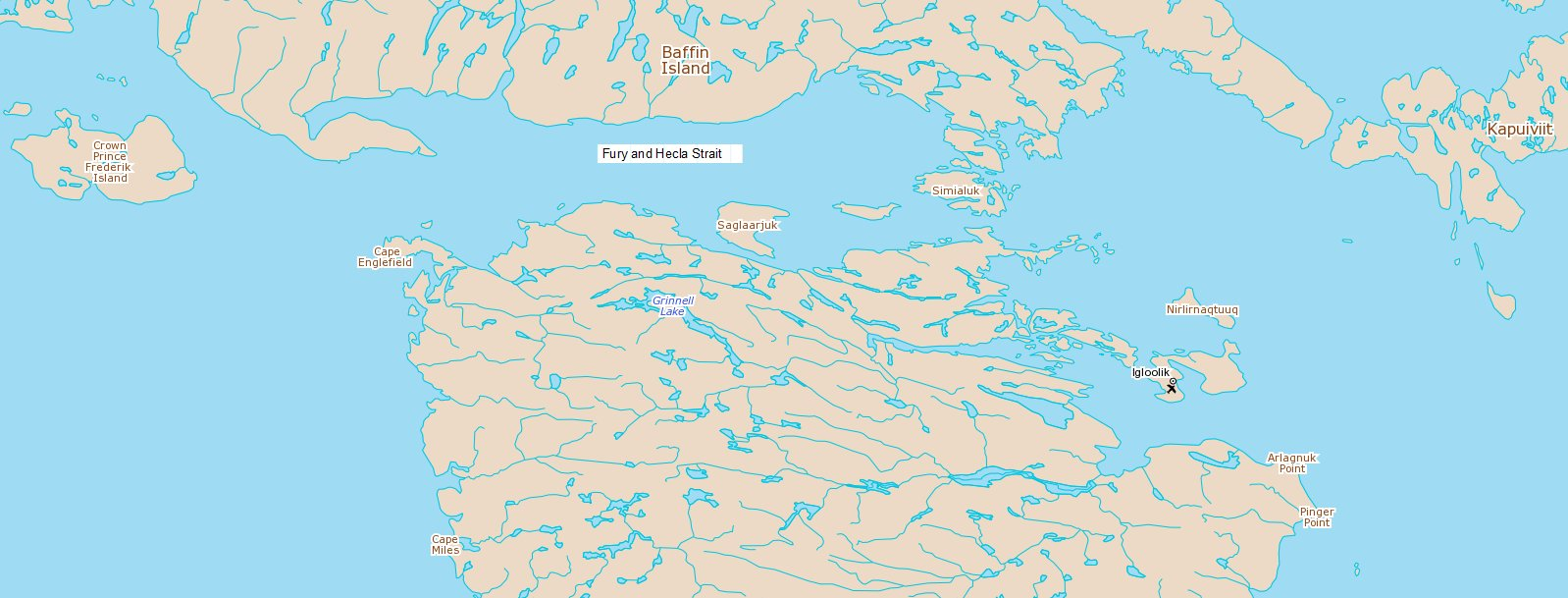
퓨리 헤클라 해협의 위치

퓨리 헤클라 해협(영어: Fury and Hecla Strait)은 캐나다의 누나부트 준주에 있는 배핀섬과 멜빌반도 사이의 해협이다. 동쪽으로는 폭스만이 있고 서쪽으로는 부시아만이 위치한다.
물의 흐름이 동쪽과 서쪽으로 하루에 두 차례 바뀌며, 핑(Ping)이라고 불리는 바다 생물을 겁먹게 하는 음향 이상 현상이 발생하는 장소이다. 영국 왕립해군 소유의 군함인 HMS 퓨리와 HMS 헤클라의 이름을 따서 붙여졌다.